# Philippe-Charles de Pavée de Villevieille
Pour les articles homonymes, voir Pavée et Villevieille (homonymie).
Philippe-Charles de Pavée, marquis de Villevieille, est un général et littérateur français, né le 21 décembre 1738 au château de Villevieille et mort le 11 mai 1825 à Paris.

## Biographie
D'une famille d'ancienne noblesse du Bas-Languedoc, apparentée aux princes de Condé et aux Montmorency, il est le fils du marquis de Villevieille, baron de Montredon, capitaine dans le régiment du roi, commandant pour le roi dans la ville et château de Sommières, et de Françoise-Mélanie de la Fare-Montclar, ainsi que le frère de Mgr Étienne-Joseph de Pavée de Villevieille et de l'amiral Louis Raymond Annibal de Pavée de Villevieille. Il eut pour parrain son grand-oncle maternel, le maréchal Philippe-Charles de La Fare.
Il épousa en 1763 Antoinette Louise Marguerite Macrine de Viel de Lunas, la fille du baron Antoine Viel de Lunas, président de la Chambre des comptes de Montpellier, et nièce du marquis Louis-Joseph de Montcalm. Ils sont les parents de Louis de Villevieille.
Il suivit la carrière militaire, devint officier au régiment du Roi, maréchal de camp et lieutenant honoraire des gardes du comte d'Artois.
Il devint le disciple de Voltaire, qui entretint avec lui une correspondance et se lia au parti des encyclopédistes. 
Privé par la Révolution de ses emplois et de sa fortune, il dut au nom de Voltaire, qui le protégeait encore, d'échapper aux persécutions de la Terreur, puis d'être nommé l'un des conservateurs de la Bibliothèque Sainte-Geneviève à Paris.
Il devint membre de la Société libre des sciences de Montpellier en 1803.